# Ullersreuth
Ullersreuth ist ein Ortsteil der Stadt Hirschberg (Saale) im Saale-Orla-Kreis in Thüringen.

## Geografie

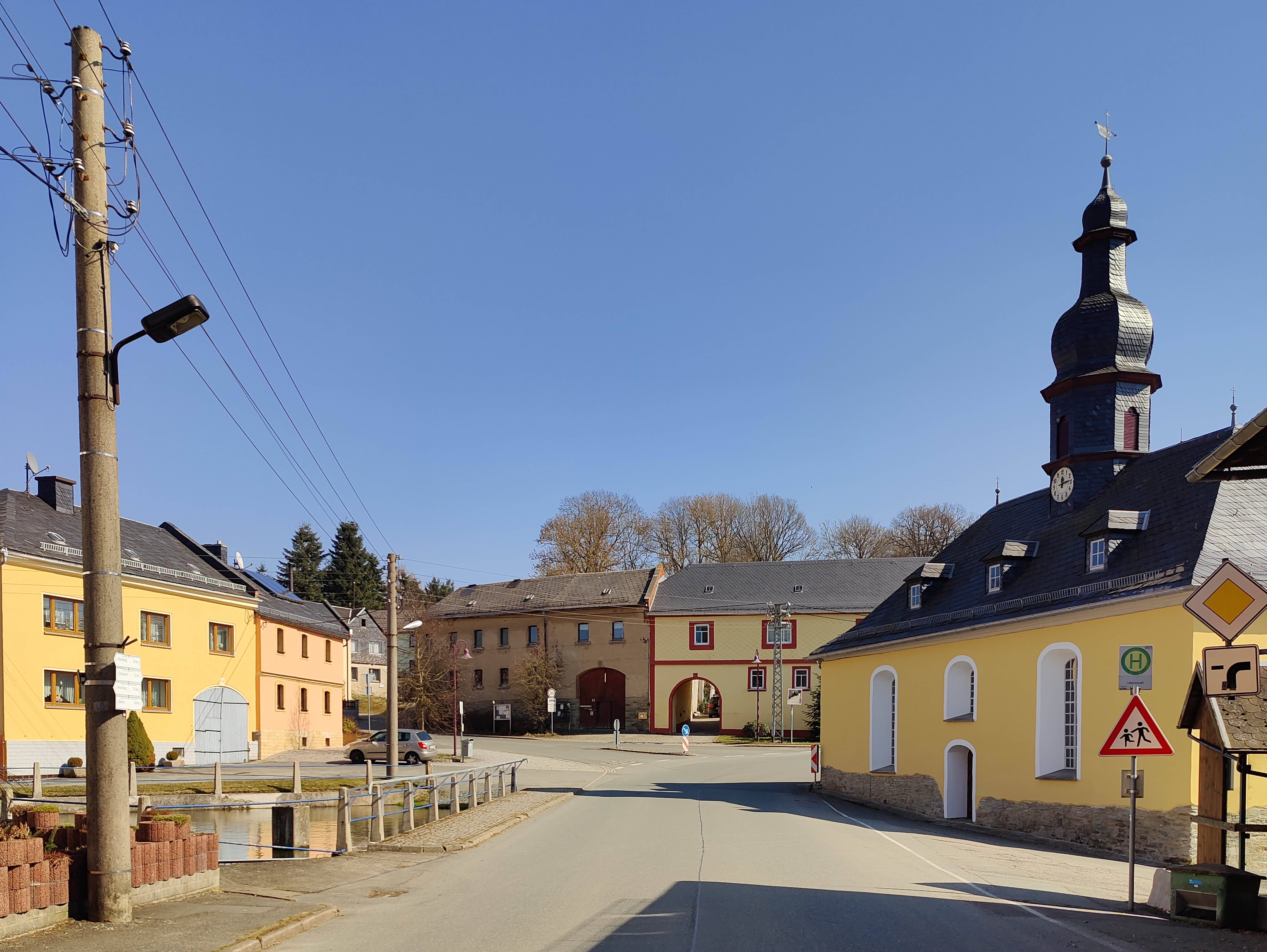
Ortsmitte mit Kirche

### Lage
Das Dorf Ullersreuth liegt nördlich der Stadt Hirschberg und östlich der vorbeiführenden Bundesautobahn 9. Der Ort ist über die Verbindungsstraße Göritz – Hirschberg erreichbar.
Nachbarorte sind Hirschberg, Dobareuth, Stadt Gefell, Göttengrün, Blintendorf, Göritz mit Weiler Lehesten.
Mit der Linie 721 des Verkehrsunternehmens KomBus hat Ullersreuth Anschluss an die Kernstadt Hirschberg (Saale) sowie an die Stadt Schleiz.

### Geologie
Das Schleizer Oberland mit der Gemarkung von Ullersreuth liegt im Südostthüringer Schiefergebirge. Diese Böden sind humusreich und haben einen hohen Feinerdeanteil. Das Klima und die genannten Eigenschaften bilden die Voraussetzung für hohe Erträge und Ertragssicherheit. Auf den Plateaus und welligen Flächen überwiegt der Ackerbau. Quellmulden und Täler mit Bächen sind meist Grünlandstandorte. Die übrigen Teile der Gemarkung sind mit Wald bestanden.

## Geschichte
Die erste urkundliche Erwähnung des Dorfes Ullersreuth war am 13. April 1327 in einer Urkunde des böhmischen Königs Johann von Luxemburg und Böhmen, ausgestellt in Prag. Diese Urkunde ist als Regest und als Abschrift überliefert. Petzold Sack von Sparnberg unterwarf sich darin dem böhmischen König und trug ihm sein Lehen an, namentlich die Burg Sparnberg („castrum Sparenbergk“), die Bevölkerung Sparenbergs („Gens Sparenbergiorvm“) und die beiden Dörfer Ullersreuth und Blintendorf („dua villas Vlrichsreut & Plintendorff“) und nahm es als Lehen vom böhmischen König zurück.
Ullersreuth wird in dieser Urkunde als reichsfrei oder dem Reiche abgefallen bezeichnet. Der Vater Johanns von Böhmen war Kaiser Heinrich der VII. In den 1320er Jahren unterwarf Johann auch Gebiete des Vogtlandes der böhmischen Krone und zwar unter dem Vorwand, der rechtmäßige Besitzer sei sein Vater, der Kaiser Heinrich VII., gewesen und dies alles wäre vom Reich abgefallenes Gut. Darunter befanden sich z. B. Sparnberg, Hirschberg und Plauen. Johann machte die Gebiete aber nicht wieder zu einem Reichslehen, sondern zu einem böhmischen Kronlehen. Damit war das Dorf Ullersreuth für die folgenden Jahrhunderte böhmisches Kronlehen geworden.
Ein Felsvorsprung über der Saale heißt seit alters her „der hohe Stein“. Diese Bezeichnung weist auf ein ehemaliges festes Haus hin. Der Platz könnte zur Zeit der deutschen Besiedelung mit einem burgähnlichen Gebäude bebaut gewesen sein.
Die Flur des Dorfes Ullersreuth stand spätestens seit dem ausgehenden 13. Jahrhundert bis zum Ende des 14. Jahrhunderts im Lehensverband mit der Burg Sparnberg, zu der damals auch Tiefengrün (Thymengrune), Langgrün, damals das obere Grün („villa superior Grune“) gehörten. Die Dörfer Göttengrün, Künsdorf und Göritz gehörten vermutlich auch dazu, da die Sparnberger dort stark begütert waren. Die eigentliche Ortsgründung ist vermutlich in der Zeit zwischen 1302 und 1317 anzusetzen. Der Ortsgründer und Namensgeber war allem Anschein nach der Gefolgsmann des Vogtes von Plauen, Ritter Ulrich I. Sack von Planschwitz, Besitzer von Burg und Dorf Sparnberg und der Flur Ullersreuth.
Ab Mitte des 12. Jahrhunderts war die Flur des späteren Dorfes Ullersreuth Teil des Herrschaftsgebietes der Vögte von Weida. 1247 eignete sich Heinrich der Erlauchte von Meissen die Gegend an. Danach gliederten sie die Vögte von Plauen wieder in ihren Herrschaftsbereich ein. Heinrich I. Vogt von Plauen verkaufte am 7. Januar 1298 seine Anteile an der Burg Sparnberg und die Stadt Münchberg mit Zubehör an den Ritter Ulrich I. Sack. Dieser erwarb 1302 die komplette Herrschaft Sparnberg, zu der auch die Flur Ullersreuths gehörte, sowie Tiefengrün und Grün (Langgrün) von Heinrich Vogt von Gera. Ritter Ulrich I. Sack hatte fünf Söhne, von denen einer Ulrich II. hieß, da der Name Ulrich in der Familie Sack in jede Generation weitergegeben wurde. Ulrich I. Sack verstarb um 1317 in Türbel auf seinem Alterssitz. Von der ersten Urkunde an bis in das 18. Jahrhundert hinein wurde der Ortsname „Ulrichsreuth“ überliefert, also Ulrichs Rodung. Nach Ulrichs I. Tod erbte sein Bruder Petzold Sack (der Zweitjüngste) auf Planschwitz das Sparnberger Lehen. Die Söhne des Petzold Sack von Sparnberg nannten sich fortan „von Sparnberg“.
Ende des 14. Jahrhunderts wurde Ullersreuth aus dem Lehensverbund mit Sparnberg herausgelöst und mit der Burg Hirschberg verbunden. Im Jahr 1392 wurde Ullersreuth erstmals als Besitz der Hirschberger Burgmannen von Zedtwitz genannt und blieb seither mit der Burg und der Stadt Hirschberg verbunden. Diese Urkunde ist auf den 30. Oktober 1392 datiert und enthält folgenden Inhalt: „Peter von Czedewicz verkauft einen Hof czu Vlrichsrewt den liben frawen u. ihrem Gotteshause czum Gefelle. Siegel G. 1392 an der nesten mitwochen vor aller heiligen tage.“
Ende des 14. Jahrhunderts ging somit Ullersreuth an die Burg Hirschberg und an die Adelsfamilie von Zedtwitz, später an die Familie von Beulwitz und danach an die Reußen jüngerer Linie; es verblieb dort bis zum Ende der Monarchie 1918.
In der Zeit der Teilung Deutschlands lag das Dorf Ullersreuth im Sperrgebiet und war nur mit einer Sondergenehmigung zu erreichen. Alle verwandtschaftlichen Beziehungen nach Oberfranken brachen ab, auch die Grundstücke jenseits der Saale waren nicht mehr zu erreichen. Nach der Grenzöffnung gab es im Ort durch die große Zahl von Ausreisenden des Öfteren Verkehrsstaus.

## Kirche

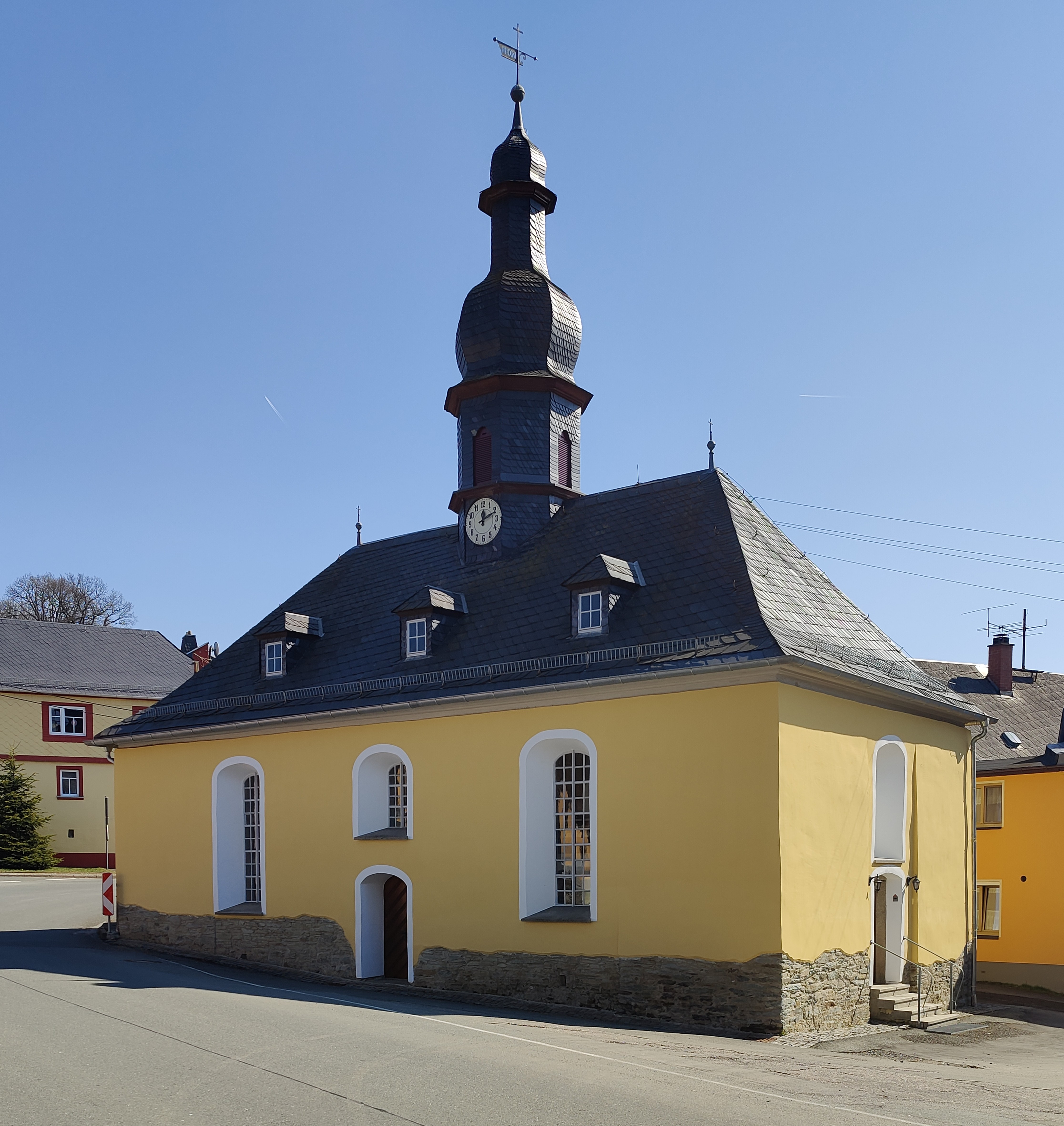
Kirche St. Jakobus

Die Kirche St. Jakobus in Ullersreuth ist ein barocker Putzbau mit Walmdach und hohem Dachreiter aus dem 18. Jahrhundert.

## Bergbau
Auf der Flur Ullersreuth wurde mindestens seit dem 16. Jahrhundert bis zum Ende des 19. Jahrhunderts hinein reger Bergbau betrieben. An Bergwerken waren zahlreiche untertägige Stollen vorhanden.
Das größte Bergwerk und wohl älteste war „Armen Hilfe“. Ein Herr Hummel aus Ullersreuth hat es vermutlich schon im 16. Jahrhundert geöffnet. Durchgängig wurde das Bergwerk nicht betrieben, jedoch wurde 1808 das alte Mundloch vom Steiger und Einwohner Ullersreuths Johann Adam Wolfram wiederentdeckt und neu eingeschlagen. Der Stollen „Christian spring ins Feld“ wurde 1813 eröffnet, 1814 „Bau auf Gott“. 1820 wurde das Grubenhaus angelegt, der Stollen aus dem Ullersreuther Grund heraus wurde spätestens 1823 begonnen sowie der Stollen „komm Sieg mit Freuden“. 1854 waren alle Stollen durchgestoßen und verbunden. Die Teufe im Grubenhaus betrug 37,4 m. Betrieben wurde „Armen Hilfe“ bis 1880 und bis 1901 offengehalten, danach wurde der Schacht verfüllt und das Grubenhaus abgerissen.
Weitere Bergwerke waren das 1727 bei einem Grubenunfall eingestürzte „Fundgrube Erz-Engel“ in der „fürstlichen Kohlung“. In späterer Zeit dann „Heinrichs Glück“, Christians Glück, „Abendröthe“ & „Morgenröthe“ (nur Grubenfelder, Mundlöcher auf Dobareuther Flur), „Hoff auf mich“. Ein Schieferbruch war auch vorhanden mit dem Namen „Gute Hoffnung“ an einem Hang der zur Saale abfällt.

## Wirtschaft
Ullersreuth war schon seit der Gründung ein stark landwirtschaftlich geprägter Ort. Der heutige Naturrindbauernhof geht als Ökobauer neue Wege. Am Ort ist noch die landwirtschaftliche Genossenschaft Ullersreuth tätig sowie ein Großbetrieb der internationalen Holzindustrie.

## Söhne und Töchter des Ortes
- Georg Wilhelm Zeeh (1800–1888), deutscher Gutsbesitzer und Politiker